# Microbisium brunneum
Microbisium brunneum är en spindeldjursart som först beskrevs av Hagen 1868.  Microbisium brunneum ingår i släktet Microbisium och familjen helplåtklokrypare. Inga underarter finns listade i Catalogue of Life.